# Cirette
Cirette es una variedad cultivar de ciruelo (Prunus domestica), de las denominadas ciruelas europeas.
Una variedad de ciruela de parentales desconocidos, se cree que se originó en Francia, variedad antigua. Las frutas tienen un tamaño pequeño, color de piel rojo púrpura a rojo amoratado, no uniforme, a veces se puede ver el color verde oliváceo o anaranjado dorado del fondo, punteado muy abundante, tamaño variable, blanquecino, y pulpa de color ambarino, transparente, textura firme, jugosa, y sabor ácido y aromático, cocina bien.

## Historia
'Cirette' variedad de ciruela la cual se cree que se originó en  (Francia). En muchos cercados y grandes jardines a menudo había arbustos y ciruelos en la protección contra el viento con ciruelas pequeñas, redondas, amarillas, blancas o azules que habían crecido de sus huesos. Los azules son de un hermoso azul oscuro, con suturas profundas y carne verdosa, algo acuosa. En el este de los Países Bajos se les llama "Belzen". En Drenthe "Effies" o "Affies". El sabor puede ser muy diferente, pero a menudo resulta decepcionante.

'Cirette' está cultivada en diversos bancos de germoplasma de cultivos vivos, tales como en National Fruit Collection (Colección Nacional de Fruta) de Reino Unido con el número de accesión: 1948-010 y Nombre Accesión : Cirette. Fue introducida en el "Probatorio Nacional de Fruta" para evaluar sus características en 1948, recibido del "Centre de Recherches Agronomiques" de Pont de la Maye, Francia.

## Características
'Cirette' árbol de porte extenso, vigoroso, erguido. Flor blanca, que tiene un tiempo de floración que comienza a partir del 10 de abril con el 10% de floración, para el 15 de abril tiene una floración completa (80%), y para el 24 de abril tiene un 90% de caída de pétalos.
'Cirette' tiene una talla de tamaño pequeño de forma elíptica redondeada, un poco aplastada en los polos, simétrica, sutura casi imperceptible, en una depresión muy suave ligeramente más acentuada en los dos extremos, con peso promedio de 12.90 g; epidermis abundantemente recubierta de pruina, sobre todo en la zona de la sutura, la pruina es de color blanquecino, no se aprecia pubescencia, su piel de color rojo púrpura a rojo amoratado, no uniforme, a veces se puede ver el color verde oliváceo o anaranjado dorado del fondo, punteado muy abundante, tamaño variable, blanquecino, aureolado de morado, muy visible y llamativo en las zonas poco coloreadas; pedúnculo de longitud de media a medianamente largo, fino, con una longitud promedio de 15.26 mm, con la cavidad del pedúnculo casi nula, ligeramente rebajada solo en el lado de la sutura; pulpa de color ambarino, transparente, textura firme, jugosa, y sabor ácido y aromático.
Hueso libre, sobre todo en zona ventral, pequeño, elíptico, zona ventral bastante marcada, surcos poco acentuados, superficie casi lisa.
Su tiempo de recogida de cosecha se inicia en su maduración en la tercera decena de julio y primera decena de agosto.

## Usos
Se usa comúnmente en aplicaciones fresca en postre de mesa, y en usos culinarios.